# Parlament Kadłubowy
Parlament Kadłubowy (ang. Rump Parliament) – określenie szczątkowego parlamentu angielskiego, powstałego w 1648 w wyniku ograniczenia przez Olivera Cromwella liczby członków z 200 do uległych mu 50 radykałów. Obradował do 20 kwietnia 1653 oraz po okresie protektoratu Cromwella od 7 maja 1659 do 21 lutego 1660.

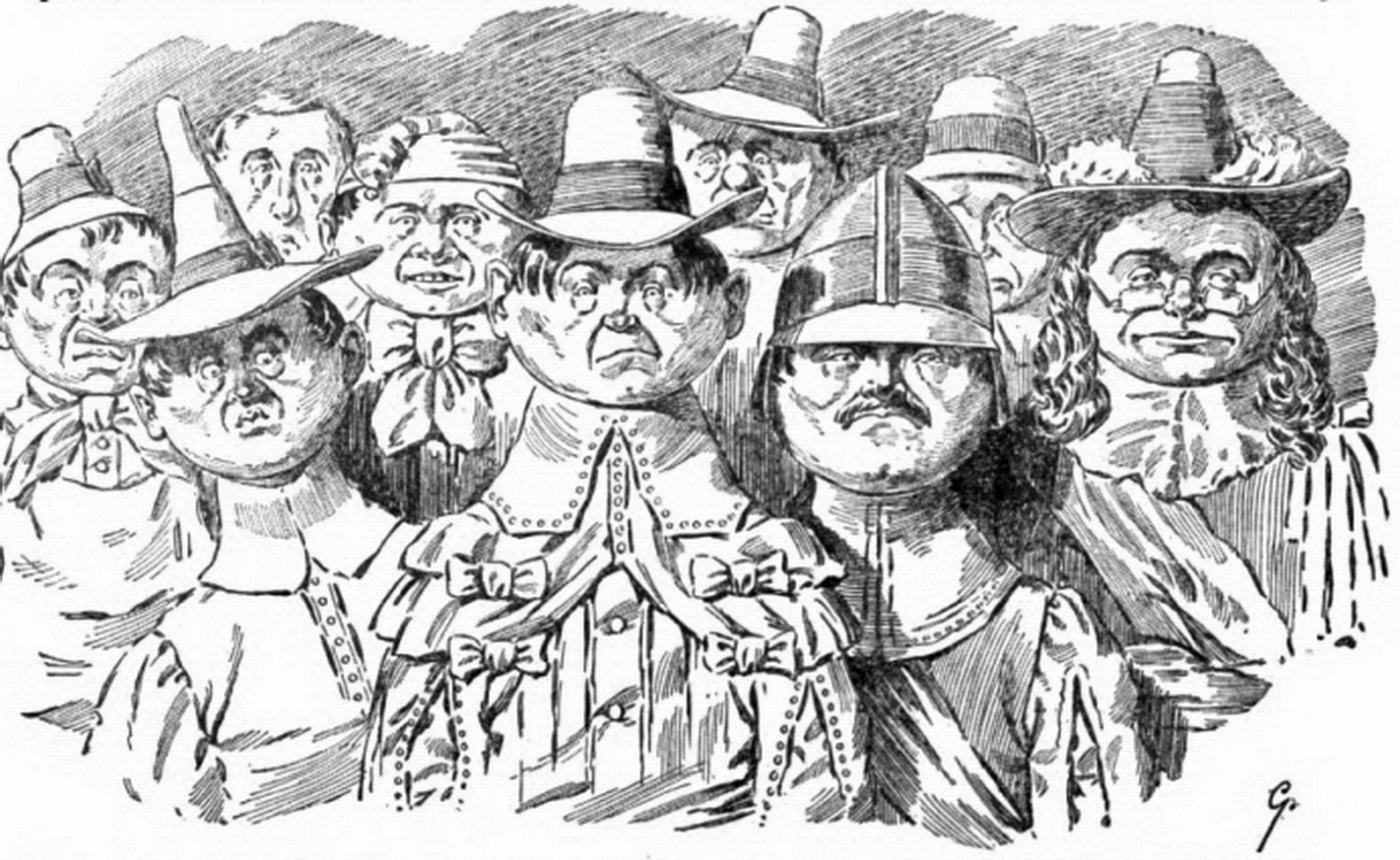
Karykatura okrągłogłowych z Komicznej historii Anglii (1896)

Po sukcesach wojsk Cromwella w angielskiej wojnie domowej Karol I został w czerwcu 1647 wydany przez prezbiteriańskich Szkotów angielskim purytanom. Zmierzając do ostatecznej rozprawy z królem i zniesienia monarchii, Cromwell postanowił ograniczyć liczbę członków wciąż obradującego Długiego Parlamentu (nazwanego tak ze względu na 13-letnią kadencję), usuwając z niego prezbiteriańską większość – tzw. czystka Pride'a. Wykorzystał do tego radykalne stronnictwo independentów, będących w znacznej części fanatycznymi purytanami, znanymi jako okrągłogłowi, i mających oparcie w oddziałach Armii Nowego Wzoru (New Model Army).
27 stycznia 1649 (nowego stylu) Karol został skazany przez parlament na karę śmierci. W tym samym czasie ogłoszono też zniesienie monarchii w Anglii na rzecz republiki.